# Psychotria moliwensis
Psychotria moliwensis är en måreväxtart som beskrevs av Diane Mary Bridson och Martin Roy Cheek. Psychotria moliwensis ingår i släktet Psychotria och familjen måreväxter. Inga underarter finns listade i Catalogue of Life.